# Holmberg IX
Holmberg IX es una galaxia enana irregular, satélite de la de Bode. El nombre es en honor de Erik Holmberg, que la describió por primera vez. 
Teniendo en cuenta la distribución por edades de las estrellas observadas de esta galaxia, se considera que se ha formado en los últimos 200 millones de años.
Pertenece a ella una de las dos estrellas binarias descubiertas recientemente.
Coordenadas:  09h 57m 32.1s, +69° 02′ 46″